# Carl Jonas Love Almqvist

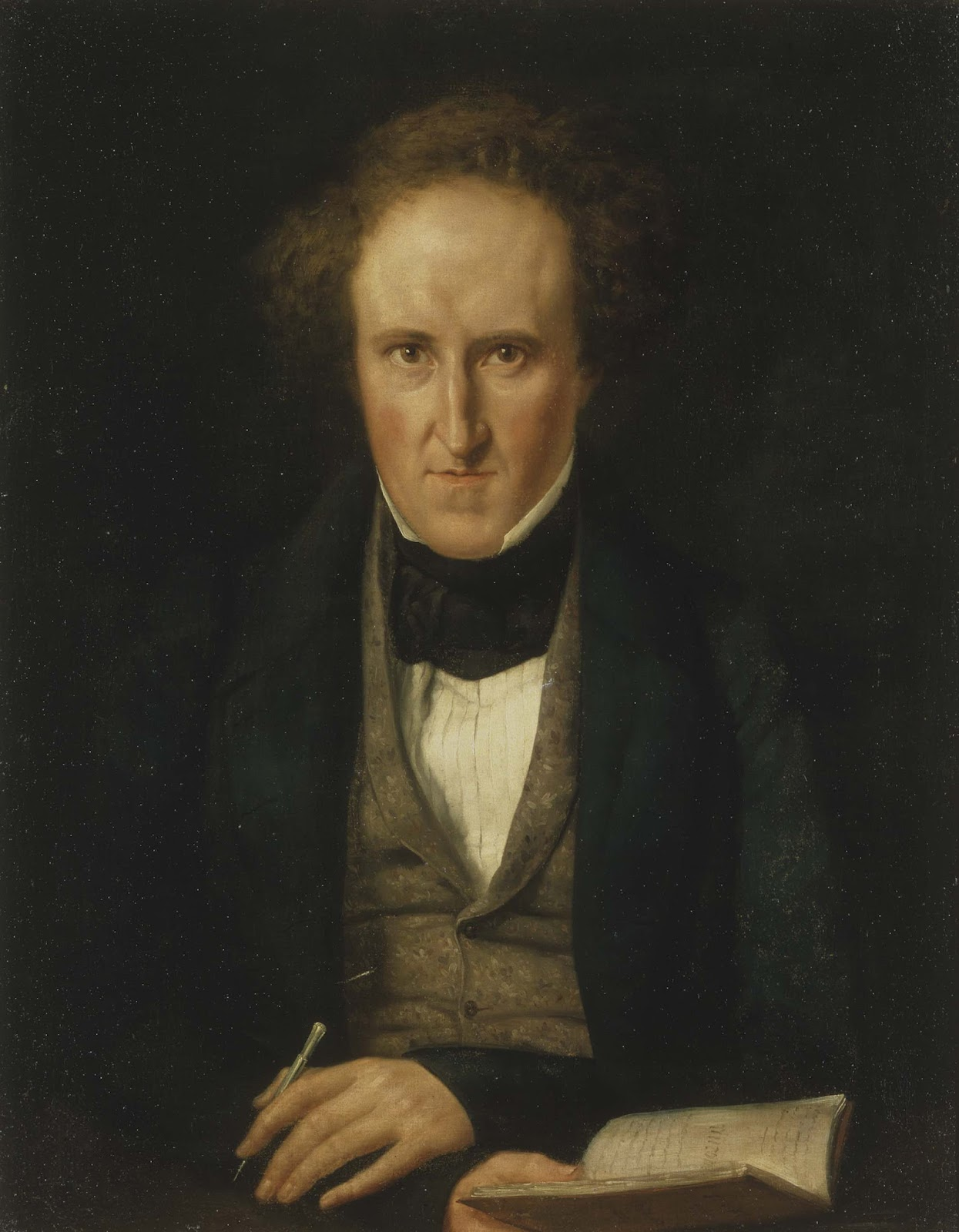
Almqvist um 1835

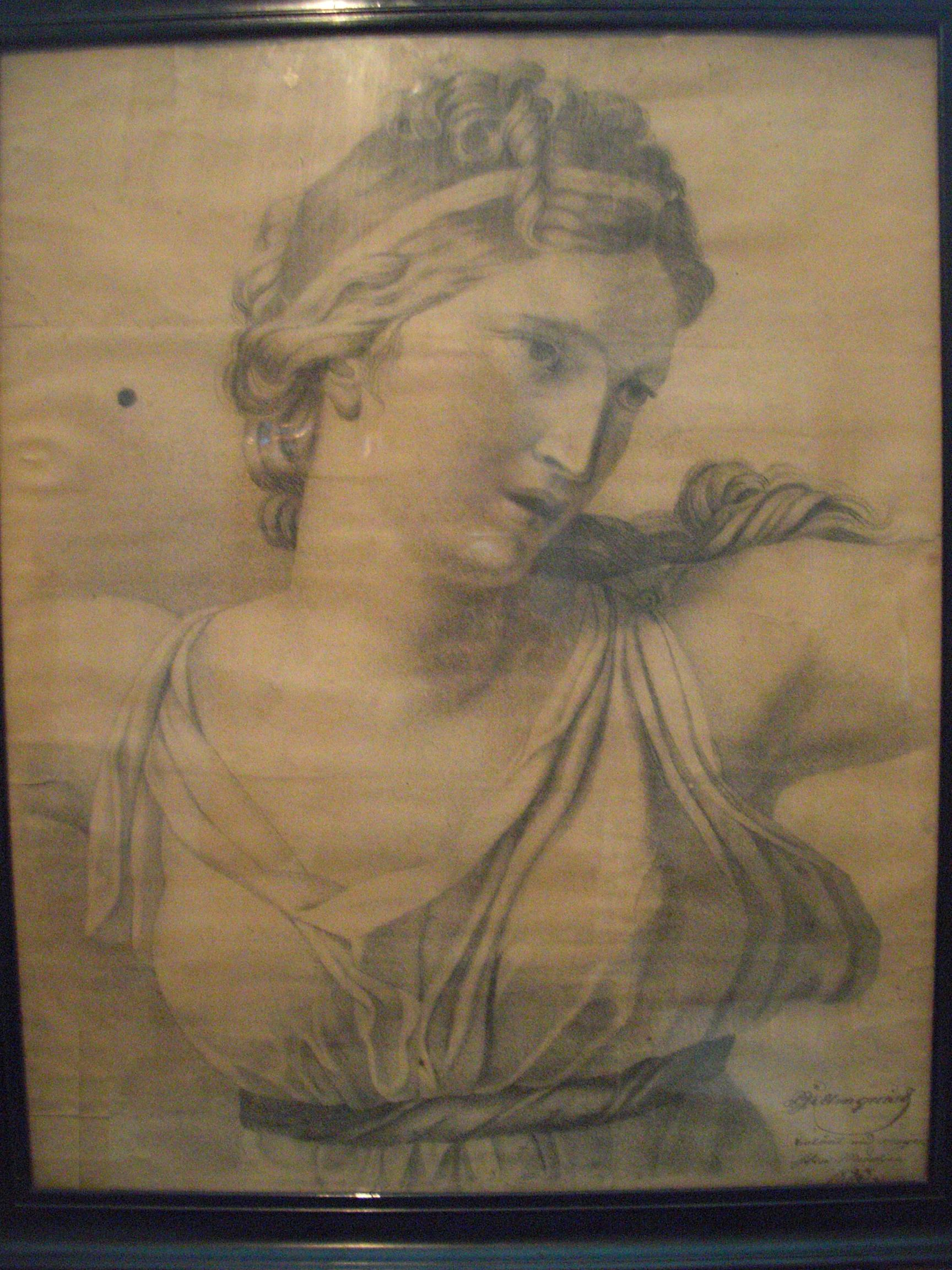
Zeichnung von Almqvist, 1823

Carl Jonas Love Almqvist (Aussprache [ˌkɑːɹl ˌ ʝuːnas ˌluːvə ˈalːmkvist], * 28. November 1793 in Stockholm; † 26. September 1866 in Bremen) war ein schwedischer Schriftsteller und Komponist.

## Leben
Carl Jonas Love Almqvist war ein äußerst vielseitiger Schriftsteller, dessen Stil sich einerseits der Romantik zuordnen lässt, der aber andererseits immer noch als einer der modernsten Autoren schwedischer Sprache gilt. Er war Feminist und Sozialreformer, der aufgrund seiner Arbeiten von der Kirche als gefährlicher Revolutionär verdammt wurde.
Unter seinen zahlreichen Werken befindet sich Det går an von 1839, das 2004 unter dem deutschen Titel Die Woche mit Sara auf die Bestsellerliste gelangte. Das Werk sorgte für einen Skandal, weil es das Zusammenleben ohne Heirat propagierte. Mehrere Schriftsteller verfassten Gegenentwürfe, darunter August Blanche (Det går an), Sophie von Knorring (Så går det), Malla Montgomery-Silfverstolpe (Månne det gå an?), J. V. Snellman (Det går an) und Wilhelmina Stålberg (Eva Widebeck eller Det går aldrig an).
Almqvist wurde wegen Mordes angeklagt und verfolgt – ihm wurde vorgeworfen, eine zwielichtige Geschäftsbekanntschaft, den Wucherer Jakob von Scheven, mit Arsen umgebracht zu haben. Ob die Vorwürfe berechtigt waren, lässt sich heute nicht mehr rekonstruieren. Almqvist geriet in Panik und floh in die USA. 1865 wechselte er seine Identität und kehrte nach Europa zurück. Unter dem Namen „Professor Carl Westermann“ wohnte er bis zu seinem Tod in Bremen, Seemannstr.7. Er wurde zunächst in einem Armengrab auf dem Herdentorsfriedhof beigesetzt, auf Veranlassung seiner Tochter aber wenige Tage später exhumiert und 1901 letztmals im Familiengrab im schwedischen Solna beigesetzt.
Als Pianist war Almqvist für seine freien Fantasien berühmt. Neben Klavierfantasien komponierte er eine große Anzahl Lieder, die sich stilistisch an der Wiener Klassik orientierten, und deren Texte er selbst verfasste.

## Werke

### Literarische Werke
- Murnis, 1819; überarbeitet 1845
- Om brottsliges behandling, 1821
- Amorina, Briefroman 1822; überarbeitet 1839
- Törnrosens bok Sammelwerk 1833–51; darin:
- Jaktslottet, Erzählung 1832 (dt. Das Jagdschloss, 1912)
- Ramido Marinesco, Drama 1834 (dt. Ramido Marinesco, 1913)
- Kapellet, Erzählung 1838 (dt. Die Kapelle, 1925)
- Palatset, Erzählung 1838 (dt. Der Palast, 1913)
- Neuauflage: deutsch von A. Mens, Steidl Verlag, Göttingen 1996, ISBN 3-88243-406-6
- Svenska fattigdomens betydelse, 1838
- Drottningens juvelsmycke, Roman 1834 (dt. Das Geschmeide der Königin, 1927; auch als Der Juwelenschmuck der Königin veröffentlicht)
- Ormus och Ariman, Satire 1839
- Grimstahamns nybygge, Briefroman 1839; überarbeitete Version von Amorina
- Människosläktets saga, 1839
- Om poesi i sak, 1839
- Det går an, Roman 1839 (dt. Die Woche mit Sara, 2004)
- Om uppfostringsväsendet i Sverige, 1840
- Amalia Hillner, 1840
- Gabrièle Mimanso, 1841–42
- Tre fruar i Småland, 1842–43
- Monografi, 1844–45
- De dödas sagor, 1845; überarbeitete Version von Murnis
- Songes, 1849
- Europeiska missnöjets grunder, 1850
- Om svenska rim
- Svensk Språklara, 1854
- Skällnora qvarn, 1875, aus dem Schwedischen und mit einem Nachwort versehen von Lutz Rühling, Berlin : Edition A.B. Fischer, 2021, ISBN 978-3-948114-08-4

### Dramatische Werke
- Amorina, 1822, Lesedrama/Roman
- Drottningens juvelsmycke, 1834, Roman/Lesedrama
- Ramido Marinesco, 1834, Versdrama
- Dialog om Sättet att sluta Stycken, 1835, Dialog
- Signora Luna, 1835, Drama
- Colombine, 1835, Drama
- Godolphin, 1838, Drama
- Skaldens natt, 1838, Lyrischer Prosamonolog
- Den Sansade Kritiken, Drama
- Ferrando Bruno, 1839, Drama
- Isidoros af Tadmor, 1839, Drama
- Marjam, 1839, Drama
- Nyniannes Röst, 1839, Theaterstück mit Musik
- De doftar i Skogen, 1839, Theaterstück mit Musik
- Svangrottan på Ipsara, 1839, Drama
- Silkesharen på Hagalund, 1850, Drama
- Purpurgrefven, 1850, Drama

### Musikalische Werke
- Fria fantasier för Pianoforte, 1847–49
- Songes, 1849

## Verfilmung
- Die Reise (DK 1963, Regie: Bengt Lagerkvist)
- Tintomara (DK 1971, Regie: Hans Abramson)